# Phoenix Union Station
Phoenix Union Station – stacja kolejowa w Phoenix, w stanie Arizona, w Stanach Zjednoczonych.